# Капличи (Гомельская область)
Капличи (бел. Каплічы) — деревня, центр Капличского сельсовета Калинковичского района Гомельской области Беларуси. Имеет отношение к гербу "Годземба". Происходит из Польши или соседних с ней стран (Белоруссии и Украины). 

## География

### Расположение
В 33 км на северо-запад от районного центра и железнодорожной станции Калинковичи (на линии Гомель — Лунинец), 155 км от Гомеля.

### Гидрография
На востоке и севере мелиоративные каналы и река Виша (приток реки Ипа).

## Транспортная сеть
Транспортные связи по просёлочной, затем автомобильной дороге Калинковичи — Бобруйск. Планировка состоит из длинной дугообразной, меридиональной улицы, к которой с востока присоединяются 3 короткие и 1 длинная прямолинейные улицы. Застройка двусторонняя, плотная, деревянная усадебного типа. Для переселенцев из Чернобыльской зоны построены 50 кирпичных домов коттеджного типа.

## История
По письменным источникам известна с XVI века как деревня в Мозырском повете Минского воеводства Великого княжества Литовского. После 2-го раздела Речи Посполитой (1793 год) в составе Российской империи. В 1834 году деревни Великие Капличи и Малые Капличи — в Речицком уезде Минской губернии, владение Новоковских. Обозначена на карте 1866 года, которая использовалась Западной мелиоративной экспедицией, работавшей в этих местах в 1890-е годы. Дворянин Новоковский владел в деревне в 1875 году 1980 десятинами земли, мельницей и сукновальней. В 1879 году упоминается в числе селений Якимовичского церковного прихода. В 1885 году работали винокурня (с 1842 года) и водяная мельница. Согласно переписи 1897 года действовали церковь, трактир. В 1890-98 годы недалеко от деревни мелиоративной экспедицией И. Жилинского был проложен канал Ипа (27 вёрст). В 1898 году открыта школа, для которой в 1899 году построено собственное здание. В 1908 году в Крюковичской волости Речицкого уезда Минской губернии. В 1913-14 годах в деревне происходили волнения в связи с принуждением властей к переселению жителей на хутора.
С 20 августа 1924 года центр Капличского сельсовета в Калинковичском, с 27 сентября 1930 года Мозырском, с 12 февраля 1935 года Домановичском, с 20 января 1960 года Калинковичским районе Мозырского (до 26 июля 1930 года и с 21 июня 1935 года по 20 февраля 1938 года) округа, с 20 февраля 1938 года Полесской, с 8 января 1954 года Гомельской областей.
В 1929 году организован колхоз «Коминтерн», работали кузница, школа (в 1935 году 248 учеников), стальмашня, паровая мельница. В 1930-х годах в деревню переселены ближайшие хутора. Во время Великой Отечественной войны оккупанты создали здесь свой опорный пункт, разгромленный партизанами. В районе деревни 13 января 1944 года младший лейтенант Ю. П. Шлыков направил свой горящий самолёт в скопление немецких войск. В боях за деревню и окрестности погибли 342 советских солдата и партизана (похоронены в братской могиле в центре). 114 жителей погибли на фронте. В 1966 году к деревне присоединена деревня Пески. В 1971 году центр совхоза «Капличи», располагались завод травяной муки, швейная и сапожная мастерские, научно-производственное предприятие «Картофель», средняя и 9-летняя школы, библиотека, детские ясли-сад, фельдшерско-акушерский пункт, отделение связи, столовая, магазин.

## Население

### Численность
- 2004 год — 262 хозяйства, 666 жителей.

### Динамика
- 1834 год — в деревне Великие Капличи 36 дворов; в деревне Малые Капличи 20 дворов.
- 1885 год — 296 жителей.
- 1897 год — 362 жителя (согласно переписи).
- 1908 год — 134 двора, 468 жителей.
- 1959 год — 392 жителя (согласно переписи).
- 1971 год — 307 дворов, 937 жителей.
- 2004 год — 262 хозяйства, 666 жителей.

## Культура
- Дом культуры

## Достопримечательность
- Памятник, установленный на братской могиле, в которой похоронено 225 советских воинов.

## Известные уроженцы
- В. И. Кравченко — белорусский писатель.